# Daniel Dagallier
Robert Daniel Marie Alfred François Dagallier (* 11. Juni 1926 in Trévoux) ist ein ehemaliger französischer Degenfechter.

## Erfolge
Daniel Dagallier wurde 1951 in Stockholm mit der Mannschaft Weltmeister sowie 1953 in Brüssel und 1955 in Rom Vizeweltmeister. Darüber hinaus gewann er mit ihr 1954 in Luxemburg und 1958 in Philadelphia Bronze. Zweimal nahm er an Olympischen Spielen teil: 1952 schied er in Helsinki in der Mannschaftskonkurrenz in der Viertelfinalrunde aus. Bei den Olympischen Spielen 1956 in Melbourne erreichte er mit der französischen Equipe die Finalrunde, die sie hinter Italien und Ungarn und vor der britischen Mannschaft auf dem dritten Rang beendete. Gemeinsam mit Yves Dreyfus, Claude Nigon, Armand Mouyal und René Queyroux erhielt Dagallier somit die Bronzemedaille. Im Einzel kam er nicht über die Viertelfinalrunde hinaus.